# Burrard Inlet

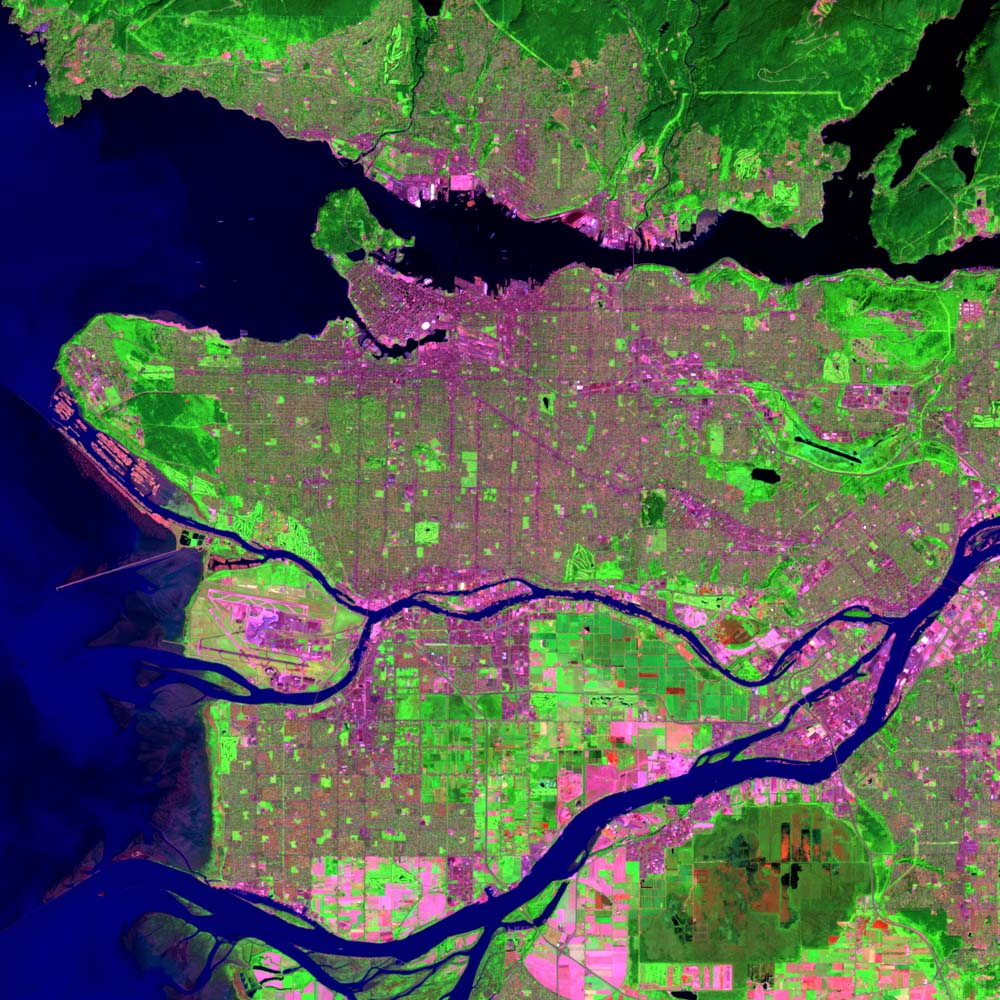
Satellitenfoto von Vancouver mit dem Burrard Inlet am oberen Bildrand

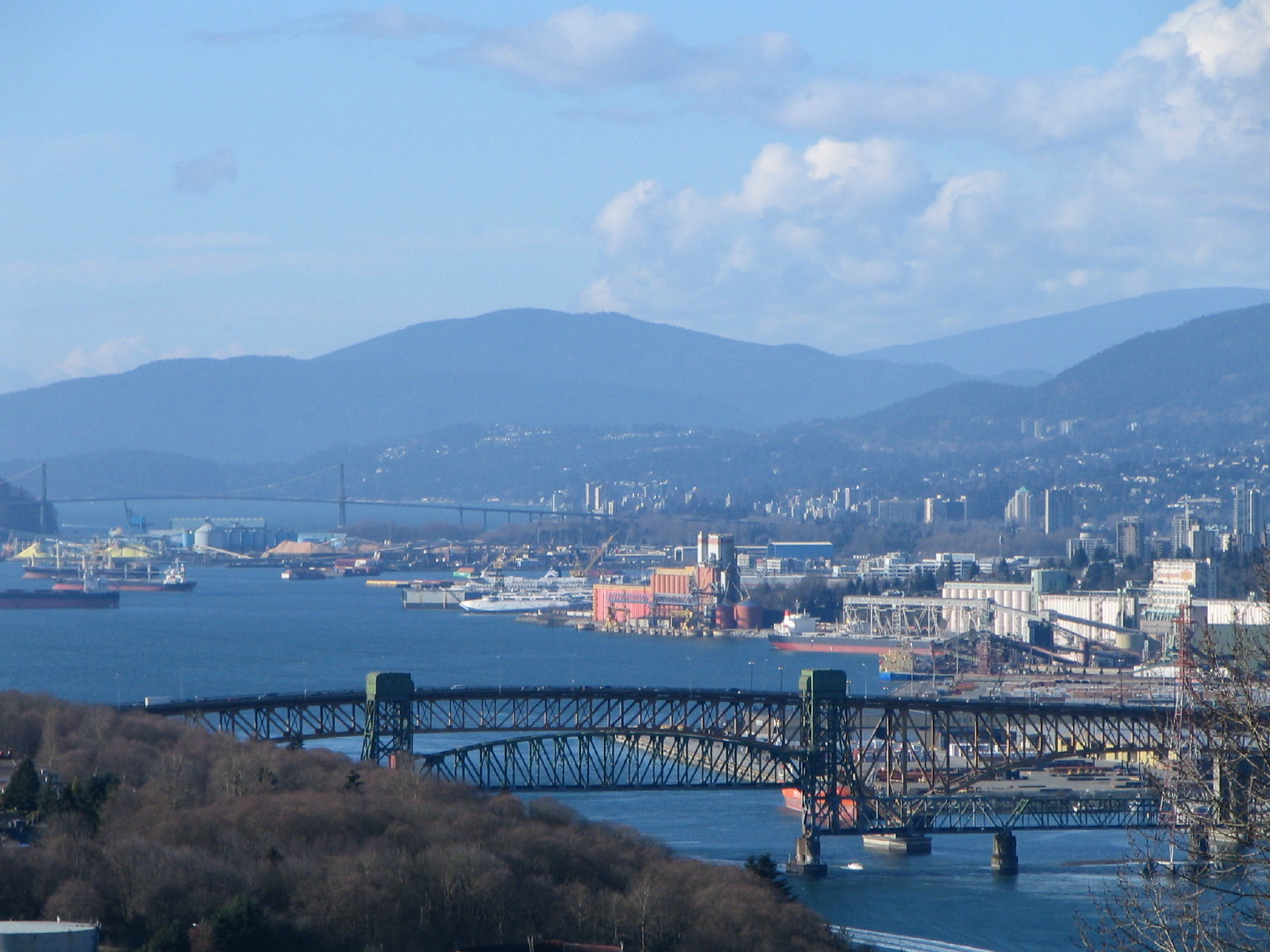
Burrard Inlet und Ironworkers Memorial Second Narrows Crossing

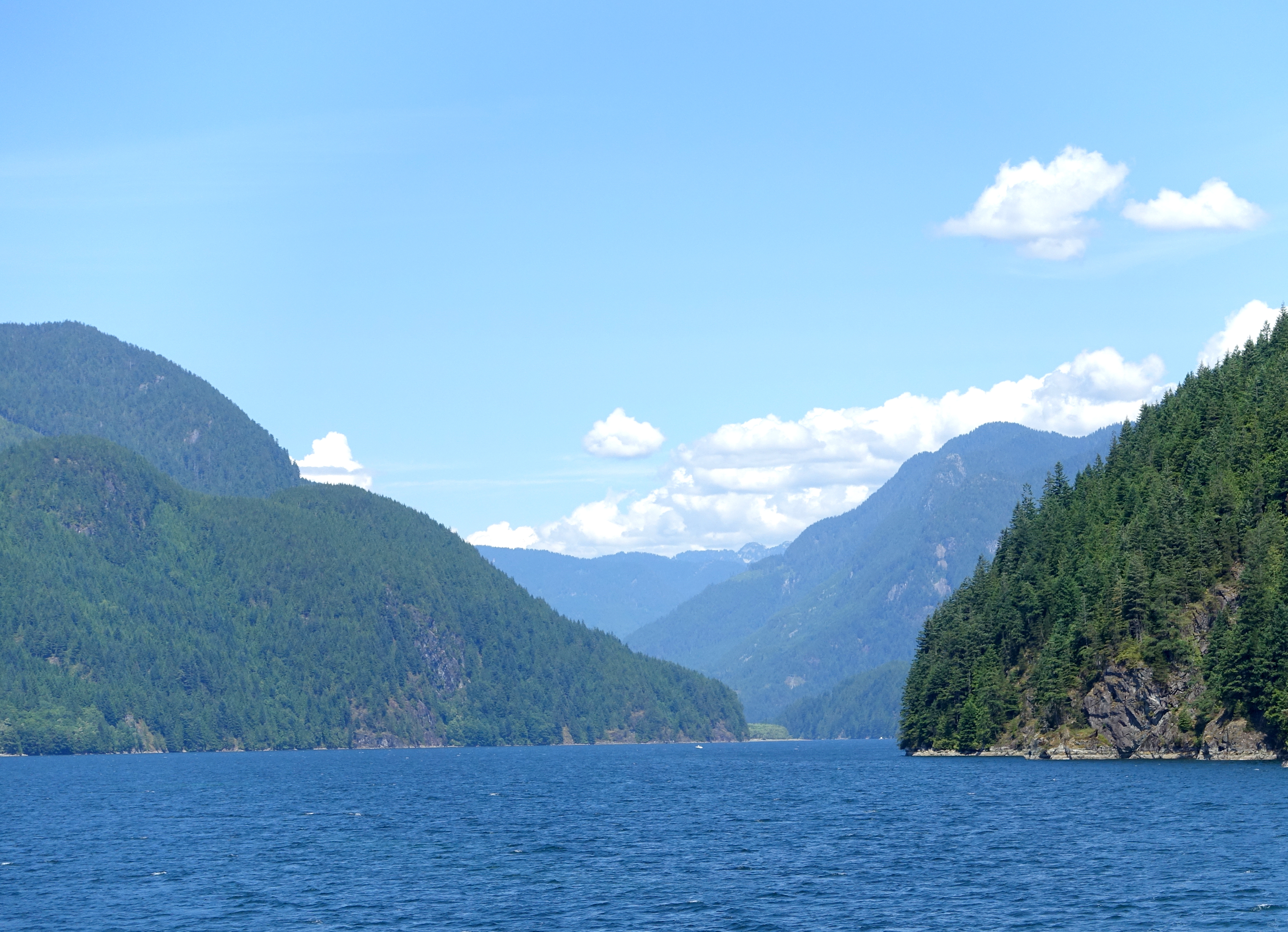
Der nach Norden abzweigende Indian Arm ist weitgehend unberührt

Der Burrard Inlet ist ein während der Weichsel-Kaltzeit (Wisconsin-Kaltzeit) entstandener Fjord im äußersten Südwesten der kanadischen Provinz British Columbia. Er trennt die Stadt Vancouver und den Rest der flachen Burrard-Halbinsel im Süden von den Berghängen der North Shore Mountains, an denen West Vancouver, die Stadt North Vancouver und der Distrikt North Vancouver liegen.
Kapitän George Vancouver benannte im Juni 1792 den Fjord nach seinem Freund Sir Harry Burrard. Vom spanischen Entdecker Francisco de Eliza y Reventa war die Bucht bei seiner Entdeckungsreise im Jahr 1791 schon nach Brazo de Floridablanca, einem befreundeten spanischen Staatsmann, benannt worden.
Seit über tausend Jahren leben hier die Indianerstämme der Squamish und der Tsleil-waututh, die beide zur Gruppe der Salish gehören.

## Geographie
Der Fjord verläuft fast exakt in östlicher Richtung von der Straße von Georgia bis nach Port Moody, beide Ufer sind städtisch geprägt. Etwa nach zwei Dritteln seiner Länge zweigt in Richtung Norden ein Seitenarm ab, der Indian Arm. Von Point Atkinson und Point Grey im Westen bis nach Port Moody im Osten ist der Fjord rund 25 Kilometer lang, der Indian Arm erstreckt sich über 20 Kilometer weit in die Coast Mountains hinein. An seiner breitesten Stelle ist der Burrard Inlet rund drei Kilometer breit.
Drei Brücken führen über den Burrard Inlet. Es sind dies die Lions Gate Bridge (erbaut 1938), der Ironworkers Memorial Second Narrows Crossing (1960) und die Second Narrows Bridge an der Eisenbahnstrecke der Canadian National Railway. Zwischen Vancouver und North Vancouver verkehrt darüber hinaus die SeaBus-Fähre.

## Hafen
Das ruhige, durch die Burrard-Halbinsel vor dem offenen Meer geschützte Gewässer bildet den wichtigsten Teil des Hafens Vancouver und ist auch für große Frachtschiffe leicht zugänglich. Zwar werden einige Küstenabschnitte von Wohn- und Gewerbezonen gesäumt, doch es dominieren eindeutig industrielle Zonen mit Hafenanlagen, Güterbahnhöfen, Terminals für Container- und Massengutschiffe, Getreidesilos und (am östlichen Ende) Ölraffinerien.
Entlang des Hauptfjords blieben einige Waldgebiete in ihrem ursprünglichen Zustand erhalten. Die Ufer des Indian Arm sind hingegen derart steil, dass sie trotz der relativen Nähe zu einer Großstadt bis heute nicht bebaut worden sind.